# Iluminace (psychologie)
Výraz iluminace se v psychologii používá v případě, kdy dochází k náhlému vyřešení problému, který může doprovázet například „vhled“ či „aha zážitek“.
Rozlišujeme zážitek vhledu a vhled jako takový. Zážitek vhledu (neboli aha zážitek) obsahuje náhlé pochopení problému a zároveň i jeho náhle vyřešení. 
Vhled jako takový je postupným řešením problému, obsahuje pochopení situace a někdy může i zahrnovat zážitek vhledu. Zmíněný aha zážitek označuje situaci, kdy po odpoutání myšlení od řešení problému dochází k jeho řešení na podvědomé úrovni, které je během aha zážitku zvědoměna. 